# Amargatitanis
Amargatitanis macni
Genre
Espèce
Amargatitanis (« Géant de la Amarga ») est un genre fossile de dinosaures sauropodes diplodocoïdes, de la famille des Dicraeosauridae.
Il vivait au cours du Crétacé inférieur (Hauterivien à Barrémien), il y environ 130 Ma (millions d'années), dans la province de Neuquén en Argentine, où il a été découvert dans la formation géologique de la Amarga.
Une seule espèce est rattachée au genre : Amargatitanis macni, décrite par Sebastián Apesteguía en 2007.

## Découverte
L'holotype, référencé MACN PV N53, a été découvert en 1983 par le paléontologue argentin José Bonaparte. Il consiste en deux vertèbres caudales, un ischion droit, et une patte arrière droite partielle.

## Classification
À partir de restes fossiles aussi partiels, la classification d'Amargatitanis s'avère délicate.
En 2007, la description originale des fossiles le considère comme un possible titanosaurien.
En 2012 et 2013, deux publications pointent le fait que deux syntypes du genre, une omoplate (MACM PV N34) et six vertèbres caudales (MACN PV N51) ont en fait été découverts sur un site différent de l'holotype,.
En 2016, Pablo Ariel Gallina confirme que l'assemblage de fossiles précédemment décrit était une chimère paléontologique. Il étudie l'ensemble des éléments fossiles disponibles, dont certains non encore décrits, et conclut qu'Amargatitanis appartient à la faille des Dicraeosauridés et qu'il s'agit ainsi du second genre de Dicraeosauridés présent dans la formation de la Armaga avec Amargasaurus.